# Tetrafluorometan
Tetrafluorometan (tetrafluorek węgla), CF
4 – organiczny związek chemiczny, połączenie węgla i fluoru, perfluorowana pochodna metanu (wszystkie atomy wodoru w metanie zastąpione atomami fluoru). W normalnych warunkach występuje jako bezbarwny gaz, wykazujący nieznaczną toksyczność i korozyjność. Słabo rozpuszcza się w wodzie.